# Amphipsyche petiolata
Amphipsyche petiolata är en nattsländeart som beskrevs av Georg Ulmer 1930. Amphipsyche petiolata ingår i släktet Amphipsyche och familjen ryssjenattsländor. Inga underarter finns listade i Catalogue of Life.